# Jan Konopczyński

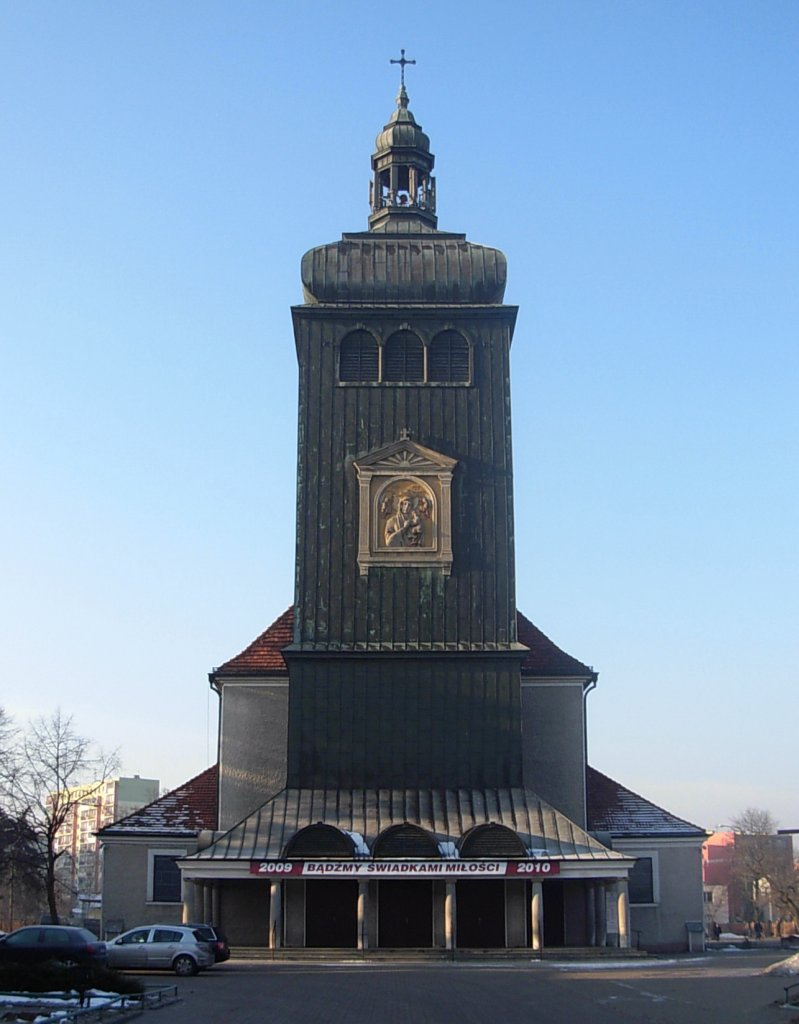
Kościół Matki Boskiej Nieustającej Pomocy w Bydgoszczy na Szwederowie, który wybudował w latach 1926–1928 ks. Jan Konopczyński

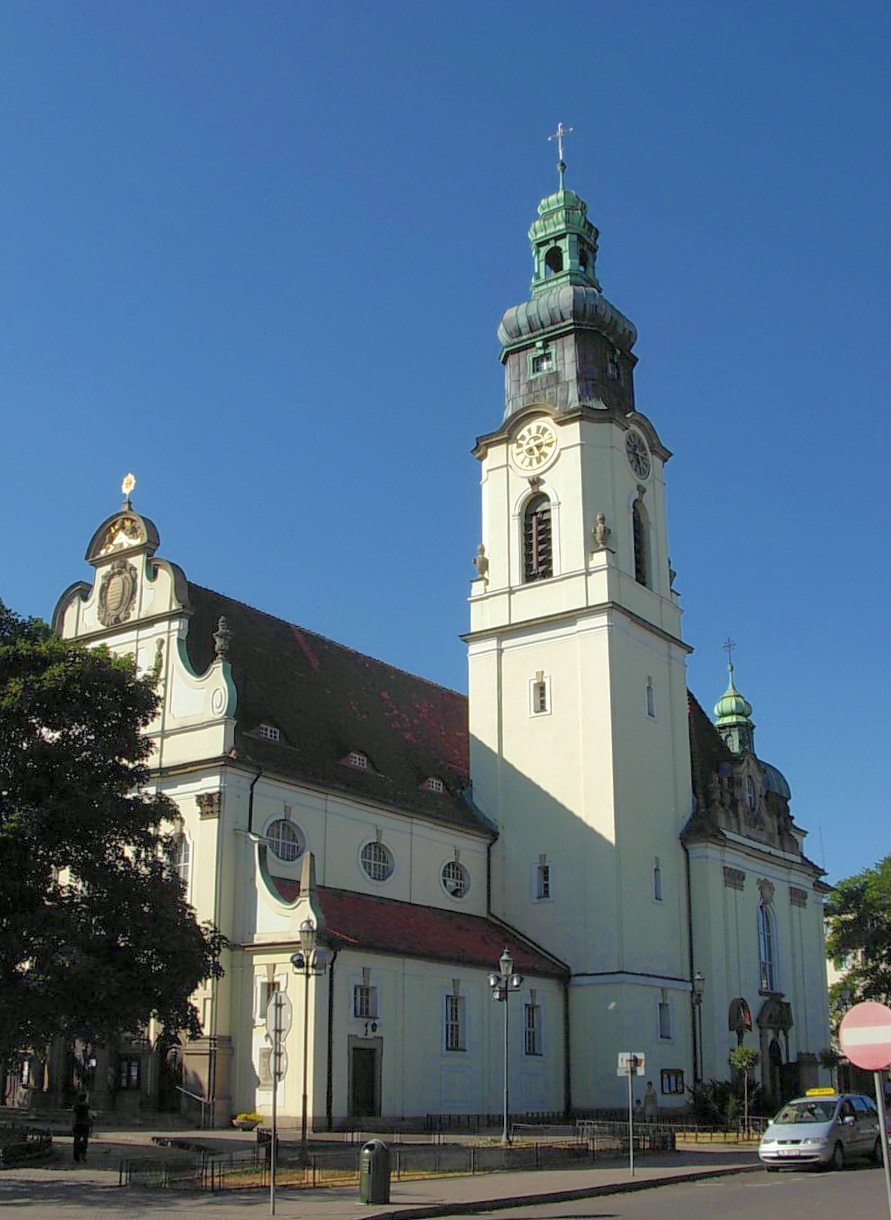
Kościół Najświętszego Serca Pana Jezusa w Bydgoszczy w Śródmieściu, w którym w latach 1946–1961 pracował

Jan Konopczyński (ur. 24 kwietnia 1883 w Dalewie, zm. 17 lipca 1961 w Bydgoszczy) – polski ksiądz rzymskokatolicki, wieloletni proboszcz w parafii Matki Boskiej Nieustającej Pomocy i parafii Najświętszego Serca Pana Jezusa w Bydgoszczy, dziekan bydgoski, kanonik honorowy, honorowy radca miejski.

## Życiorys
Urodził się 24 kwietnia 1883 r. w Dalewie, w powiecie kościańskim w Wielkopolsce. Był synem Jana, rolnika, właściciela majątku w Świńcu w powiecie kościańskim i Anny z Lewandowskich. Po ukończeniu szkoły ludowej, przez rok uczęszczał do szkoły obywatelskiej w Rawiczu, a następnie do tamtejszego gimnazjum. Z powodu zatargu na tle narodowym z profesorami niemieckimi musiał gimnazjum opuścić. Egzamin dojrzałości złożył w gimnazjum Wiktorii Augusty w Poznaniu (później gimnazjum im. K. Marcinkowskiego).
Po krótkim pobycie na wydziale filologicznym uniwersytetu w Halle, wstąpił w 1907 r. do Seminarium Duchownego w Poznaniu. Święcenia kapłańskie otrzymał 22 stycznia 1911 r. w Gnieźnie. Jako wikariusz pracował w różnych miejscowościach Archidiecezji Gnieźnieńskiej (Kucharki, Baszkowo, Łekno, Września, Pobiedziska).

### Organizator parafii na Szwederowie w Bydgoszczy
Od 1 lipca 1917 r. był wikariuszem, a później administratorem przy kościele farnym w Bydgoszczy. 20 stycznia 1920 r. uczestniczył w uroczystym powitaniu wkraczających do miasta oddziałów Wojska Polskiego po 105-letnim okresie zaboru pruskiego.
W kwietniu 1920 r. ks. arcybiskup Edmund Dalbor polecił mu zorganizowanie nowej samodzielnej parafii w osiedlu Szwederowo oraz zbudowanie kościoła i plebanii. Obejmując obowiązki duszpasterskie w tej dzielnicy, zorganizował opiekę nad chorymi, ubogimi i dziećmi, a następnie zaadaptował pomieszczenia dawnej sali przy ul. ks. Skorupki na tymczasowy kościół, którego poświęcenie nastąpiło w październiku 1920 r. Z chwilą objęcia 1 maja 1924 r. administracji nowo utworzonej parafii pod wezwaniem Matki Boskiej Nieustającej Pomocy, nasilił starania o budowę kościoła. Przy wydatnej pomocy parafian, mieszkańców miasta i instytucji bydgoskich wzniósł w latach 1926–1928 dużą, trzynawową świątynię pw. Matki Boskiej Nieustającej Pomocy oraz plebanię. Kilka lat później z jego inicjatywy zbudowano dom Sióstr Elżbietanek, w którym zlokalizowano ochronkę. W 1929 r. otrzymał instytucję kanoniczną na beneficjum parafii Matki Boskiej Nieustającej Pomocy. 23 lutego 1930 nastąpiła uroczysta jego introdukcja jako pierwszego proboszcza parafii szwederowskiej.
Obowiązki duszpasterskie łączył z czynną działalnością społeczną, zwłaszcza wśród robotników. Adaptował na Dom Katolicki tymczasowy kościół, w którym prowadzona była do wybuchu II wojny światowej wielokierunkowa działalność kulturalno-oświatowa na rzecz mieszkańców dzielnicy. W latach wielkiego kryzysu był wiceprzewodniczącym Miejskiego Komitetu ds. Bezrobocia.
Nie angażował się w walki polityczne, ale był sympatykiem Chrześcijańskiej Demokracji. Dzięki poparciu tej partii 13 marca 1931 r. Rada Miejska Bydgoszczy wybrała go III honorowym radcą miejskim (zatwierdzony przez wojewodę poznańskiego 16 czerwca 1931 r.) Jako radny miejski sprawował opiekę nad kościołami i parafiami, ochronkami i zakładami charytatywnymi oraz sierocińcami. W październiku 1931 r. wiceprezydent miasta Tadeusz Chmielarski przydzielił mu ponadto decernat Biblioteki Miejskiej i Biblioteki Ludowej.
W 1938 r. Rada Miejska zamierzała wysunąć jego kandydaturę na posła do Sejmu, na co on sam jednak nie wyraził zgody.

### Losy w okresie okupacji hitlerowskiej
4 września 1939 r. pod presją parafian opuścił Bydgoszcz i wyruszył w kierunku Inowrocławia. W początkach października 1939 r. powrócił jednak do Bydgoszczy. Początkowo nie ujawniał swego powrotu, a msze święte odprawiał w swoim pokoju na plebanii. Został jednak rozpoznany i zadenuncjowany przez miejscowych Niemców.
6 listopada 1939 r. został aresztowany i osadzony w piwnicy gmachu gestapo przy ul. Poniatowskiego 5. Niektórzy Niemcy bydgoscy oskarżali go o to. że w dniu 3 września 1939 r. (tzw. „krwawa niedziela”) wydawał broń ludności cywilnej. Nie mieli jednak dowodów, a również gestapo nie zdołało udowodnić jego winy. Dzięki interwencji pewnego kupca niemieckiego, mającego dostęp do gestapo, został 12 listopada 1939 r. zwolniony, z zastrzeżeniem, iż z parafianami będzie się mógł kontaktować tylko urzędowo. Jednak wbrew zakazowi okupanta i stałego zagrożenia aresztowaniem, spowiadał w języku polskim, podtrzymywał parafian na duchu oraz wspierał ich materialnie. W czasie okupacji plebania szwederowska stanowiła komórkę kontaktową AK i miejsce „tajnego miniseminarium duchownego”.

### Proboszcz parafii Najświętszego Serca Jezusa w Bydgoszczy
Po oswobodzeniu Bydgoszczy w styczniu 1945 r. czynnie uczestniczył w procesie normalizacji życia w mieście. Celebrował msze święte i nabożeństwa na ogólnomiejskich uroczystościach na Starym Rynku. 22 marca 1945 r. otrzymał od prymasa Polski ks. kard. Augusta Hlonda nominację na dziekana Bydgoszczy, a 6 kwietnia 1946 r. na kanonika honorowego Metropolitalnej Kapituły Gnieźnieńskiej.

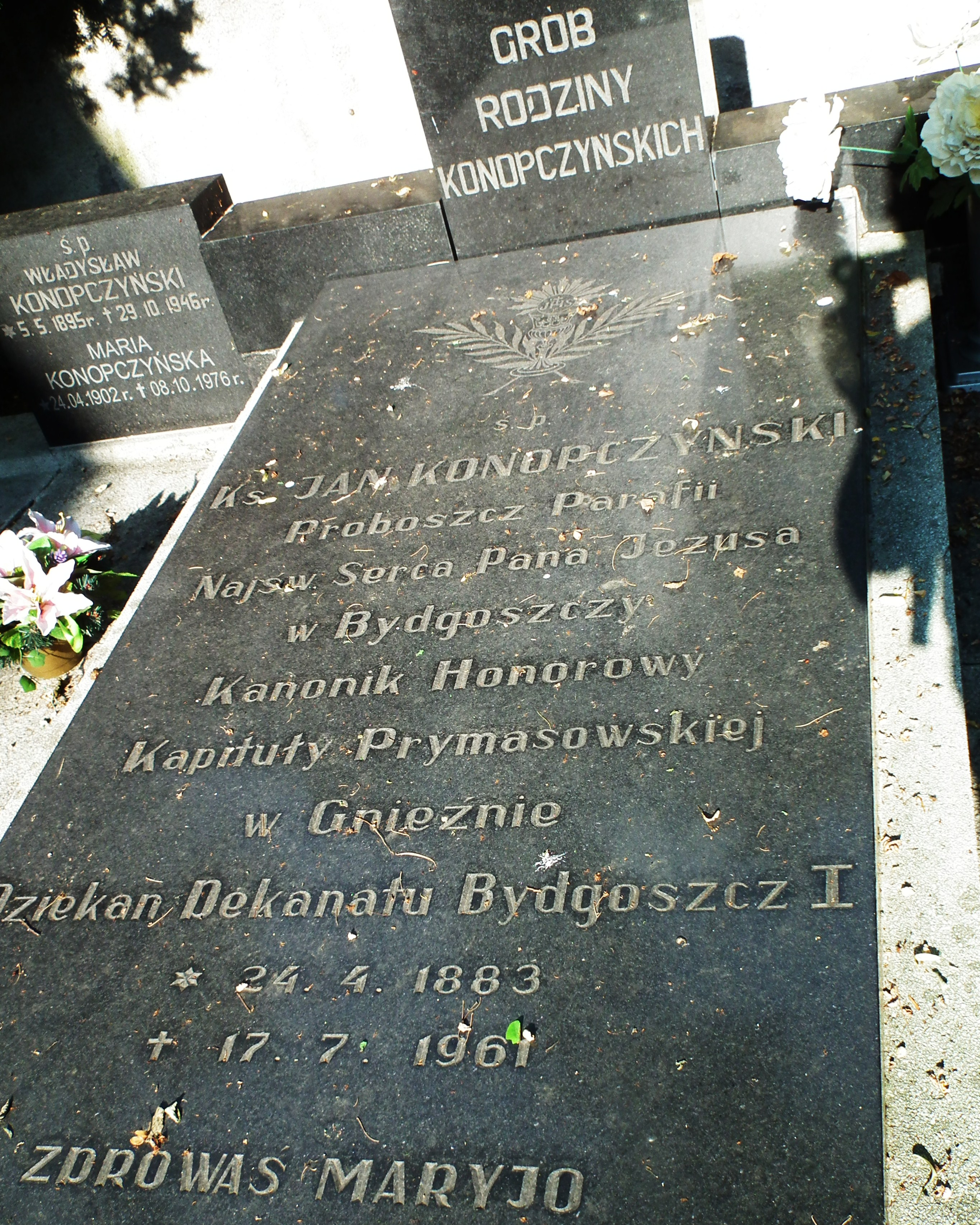
Grobowiec w Dalewie

15 września 1946 r. objął zarząd parafię Najświętszego Serca Pana Jezusa przy Placu Piastowskim. Mimo pogarszającego się stanu zdrowia prowadził aktywną działalność duszpasterską i społeczną. Jako dziekan kierował życiem religijnym w Bydgoszczy. Współdziałając z władzami administracyjnymi przejmował dawne kościoły ewangelickie, które następnie przekazywał nowo utworzonym parafiom. Reaktywował działalność organizacji i stowarzyszeń katolickich w mieście. W kościele Najświętszego Serca Pana Jezusa usunął skutki działań wojennych, doprowadził do porządku cmentarz parafialny, przeprowadził remont kościoła. W późniejszym czasie odnowił ołtarze i założył centralne ogrzewanie, a w 1952 r. sprowadził do parafii siostry elżbietanki.
23 października 1950 r., w następstwie pogarszających się stosunków pomiędzy Państwem a Kościołem, został aresztowany przez funkcjonariuszy Urzędu Bezpieczeństwa, którzy równocześnie skonfiskowali księgi konferencji dekanalnych i akta wizytacji parafii. W wyniku usilnych starań władz duchownych i rodziny, postanowieniem prokuratora wojewódzkiego w Bydgoszczy, został ostatecznie z dniem 9 stycznia 1951 r. zwolniony z więzienia.
We wrześniu 1952 r., po podziale dekanatu bydgoskiego, przejął dekanat Bydgoszcz I, obejmujący parafie położone w północno-zachodniej części miasta. 23 marca 1954 r. został instytucjonowany na beneficjum zarządzanej dotąd parafii Najświętszego Serca Pana Jezusa.
W styczniu 1961 r. obchodził złoty jubileusz kapłaństwa. Zmarł 17 lipca 1961 r. w Bydgoszczy. Po uroczystościach pogrzebowych jego zwłoki przewieziono do Dalewa, gdzie spoczęły w grobowcu rodzinnym, obok zmarłych rodziców.

## Ordery i odznaczenia
- Krzyż Kawalerski Orderu Odrodzenia Polski (11 listopada 1936)[1]
- Złoty Krzyż Zasługi (9 listopada 1931)[2]